# Campionat de Catalunya de voleibol masculí
El Campionat de Catalunya de voleibol masculí fou una competició esportiva de clubs de voleibol catalans creada l'any 1951. Era una competició de caràcter anual, organitzada inicialment per la Federació Catalana de Basquetbol i des de 1956 per la Federació Catalana de Voleibol, que acabava de ser creada. La competició era classificatòria per al Campionat d'Espanya.

## Història
El voleibol va arribar a Catalunya a la dècada de 1920, però no fou fins als anys quaranta que començà a ser practicat de forma organitzada, sota l'empara de les federacions catalanes d'handbol i de bàsquet.
Fou mentre l'esport era adscrit a la Federació de Basquetbol que s'organitzà per primer cop el Campionat de Catalunya de l'especialitat. Fou a començament de 1951 quan aquest es posà en marxa. En el primer partit, el 21 de gener, el ACE Bombers "A" va guanyar al CN Catalunya per 3 sets a 0, i l'equip "B" dels Bombers va vèncer el PAYT (Policía Armada y de Tráfico) pel mateix resultat. En el tercer partit el CN Sitges no es va presentar a jugar amb l'Hispano Francès. L'Hispano Francès fou el dominador de la lliga amb 11 victòries en 12 parits. També es jugà una lliga a Manresa, on fou guanyador el CN Manresa. Els dos primers de cada grup, Hispano, Bombers, Manresa i Spiris Club disputaren una ronda de semifinals i final en la qual el club Bombers esdevingué primer campió de Catalunya. A més, el Bombers va participar en la fase final del primer campionat d'Espanya disputat a Madrid on va conquerir el títol de Campió d'Espanya en imposar-se per 3 sets a 2 al CN Canoe, el 29 de Juny del 1951.
L'ACE Bombers fou el dominador del campionat durant els anys cinquanta. Alguns equips que participaren en aquests primers campionats foren el CD Hernán, Liceu Francès, Club Pineda, Banys Sant Gerard de Montgat, UD Amistad o U.E.C.. La temporada 1953-54 es disputa la primera competició femenina de voleibol, anomenada torneig Doctor Navés, amb la participació de Pineda, SEU, Liceu Francès i Colegio Mayor. El 1956 la federació s'independitza i el campionat català passa a dependre de la Federació Catalana de Voleibol. Durant els anys seixanta els equips dominadors a Catalunya i a Espanya foren l'Hispano Francès i el Picadero JC. Altres equips destacats al campionat són el Barkinona, CN Badalona, Llars Mundet, San Fernando (equip del Frente de Juventudes), San Medin, Lluïsos de Gràcia o Don Bosco.
La temporada 1964-65 començà la lliga espanyola de voleibol, fet que provocà que el Campionat de Catalunya comencés a perdre interès. Els primers anys els clubs compaginaren ambdues competicions, tot i que en l'edició de 1966-67 Picadero i Hispano, els dos millors clubs catalans, no arribaren a prendre part del campionat català. La temporada següent Hispano i Picadero tornaren a la competició, que en la premsa del moment sovint és anomenada campeonato provincial, a més de campeonato regional, coincidint amb l'intent de convertir la Federació Catalana en Federació Provincial de Barcelona. Des de la temporada 1968-69, la convivència amb la lliga espanyola provoca, per un costat, que la competició passí a començament de temporada, i, d'altra banda, la cada cop major pèrdua d'interès en la competició. La temporada 1970-71 no rep atenció de la premsa. La següent es juga una competició llampec amb només tres equips, Hispano Francès, FC Barcelona i CN Badalona. Finalment, la temporada 1972-73 el campionat es disputa novament sense el clubs de primer nivell.

## Historial
| En negreta = Equip guanyador (1) = Nombre de títols |
| Campionat de nivell inferior                        |

| Edició                                                                                               | Temporada | Campió                 | Resultat  | Subcampió          | refs          |
| --- | --------- | ---------------------- | --------- | ------------------ | ------------- |
| I | 1950-51   | ACE Bombers (1)        | 3-2       | CE Hispano Francès | [ 3 ]         |
| II                                                                                                   | 1951-52   | ACE Bombers (2)        | lligueta  | CE Hispano Francès | [ 4 ]         |
| III                                                                                                  | 1952-53   | CE Hispano Francès (1) | 3-2 / 3-0 | ACE Bombers        | [ 5 ] [ 6 ]   |
| IV                                                                                                   | 1953-54   | ACE Bombers (3)        | lligueta  | CE Hispano Francès | [ 7 ]         |
| V | 1954-55   | ACE Bombers (4)        | lligueta  | CD Hernán          | [ 8 ]         |
| VI                                                                                                   | 1955-56   | ACE Bombers (5)        | lligueta  | CD Hernán          | [ 9 ]         |
| VII                                                                                                  | 1956-57   | ACE Bombers (6)        | lligueta  | UD Amistad         | [ 10 ] [ 11 ] |
| VIII                                                                                                 | 1957-58   | ACE Bombers (7)        | lligueta  | CE Hispano Francès | [ 12 ]        |
| IX                                                                                                   | 1958-59   | CD Hernán (1)          | lligueta  | ACE Bombers        | [ 13 ]        |
| X | 1959-60   | CE Hispano Francès (2) | lligueta  | CD Hernán          | [ 14 ]        |
| XI                                                                                                   | 1960-61   | ACE Bombers (8)        | lligueta  | CD Hernán          | [ 15 ]        |
| XII                                                                                                  | 1961-62   | ACE Bombers (9)        | lligueta  | CD Hernán          | [ 16 ]        |
| XIII                                                                                                 | 1962-63   | Picadero JC (1)        | lligueta  | CE Hispano Francès | [ 17 ]        |
| XIV                                                                                                  | 1963-64   | Picadero JC (2)        | lligueta  | CE Hispano Francès | [ 18 ]        |
| XV                                                                                                   | 1964-65   | Picadero-Damm JC (3)   | lligueta  | CE Hispano Francès | [ 19 ] [ 20 ] |
| XVI                                                                                                  | 1965-66   | CE Hispano Francès (3) | lligueta  | Picadero-Damm JC   | [ 21 ]        |
| XVII                                                                                                 | 1966-67   | CV Llars Mundet (1)    | lligueta  | San Fernando       | [ 22 ] [ 23 ] |
| XVIII                                                                                                | 1967-68   | Hispano Junior (1)     | 3-0       | Picadero-Damm JC   | [ 24 ] [ 25 ] |
| XIX                                                                                                  | 1968-69   | CE Hispano Francès (4) | lligueta  | Picadero-Damm JC   | [ 26 ]        |
| XX                                                                                                   | 1969-70   | CE Hispano Francès (5) | lligueta  | Picadero-Damm JC   | [ 27 ]        |
| La temporada 1970-71 no es disputà (o es desconeix el resultat). En canvi es jugà la Copa President. |           |                        |           |                    |               |
| XXI                                                                                                  | 1971-72   | CE Hispano Francès (6) | lligueta  | FC Barcelona       | [ 30 ]        |
| XXII                                                                                                 | 1972-73   | FC Barcelona Jr        |           | CN Granollers      | [ 31 ]        |
| XXIII                                                                                                | 1973-74   | Acadèmia Alp           |           | Club Rancho        | [ 32 ]        |
| XXIV                                                                                                 | 1974-75   | Joventuts Viladecans   |           | JA Sabadell        | [ 33 ]        |

## Palmarès
| Equip                             | Campió | Subcampió | Finals | Anys campió                                                                     | Anys subcampió                                                |
| --------------------------------- | ------ | --------- | ------ | ------------------------------------------------------------------------------- | ------------------------------------------------------------- |
| Agr. Cultural i Esportiva Bombers | 9      | 2         | 11     | 1950-51, 1951-52, 1953-54, 1954-55, 1955-56, 1956-57, 1957-58, 1960-61, 1961-62 | 1952-53, 1958-59                                              |
| Club Esportiu Hispano Francès     | 6      | 7         | 13     | 1952-53, 1959-60, 1968-69, 1965-66, 1969-70, 1971-72                            | 1950-51, 1951-52, 1953-54, 1957-58, 1962-63, 1963-64, 1964-65 |
| Picadero Jockey Club              | 3      | 4         | 7      | 1962-63, 1963-64, 1964-65                                                       | 1968-69, 1965-66, 1967-68, 1969-70                            |
| Club Deportivo Hernán             | 1      | 5         | 6      | 1958-59                                                                         | 1954-55, 1955-56, 1959-60, 1960-61, 1961-62                   |
| Club Voleibol Llars Mundet        | 1      | 0         | 1      | 1966-67                                                                         | -                                                             |
| Hispano Junior                    | 1      | 0         | 1      | 1967-68                                                                         | -                                                             |
| Unión Deportiva Amistad           | 0      | 1         | 1      | -                                                                               | 1956-57                                                       |
| San Fernando                      | 0      | 1         | 1      | -                                                                               | 1966-67                                                       |
| Futbol Club Barcelona             | 0      | 1         | 1      | -                                                                               | 1971-72                                                       |